# Argumentum
Argumentum är ett latinskt ord som betyder "bevis", "skäl" och "argument".